# Daphnella sandwicensis
Daphnella sandwicensis é uma espécie de gastrópode do gênero Daphnella, pertencente à família Raphitomidae.